# Spinning

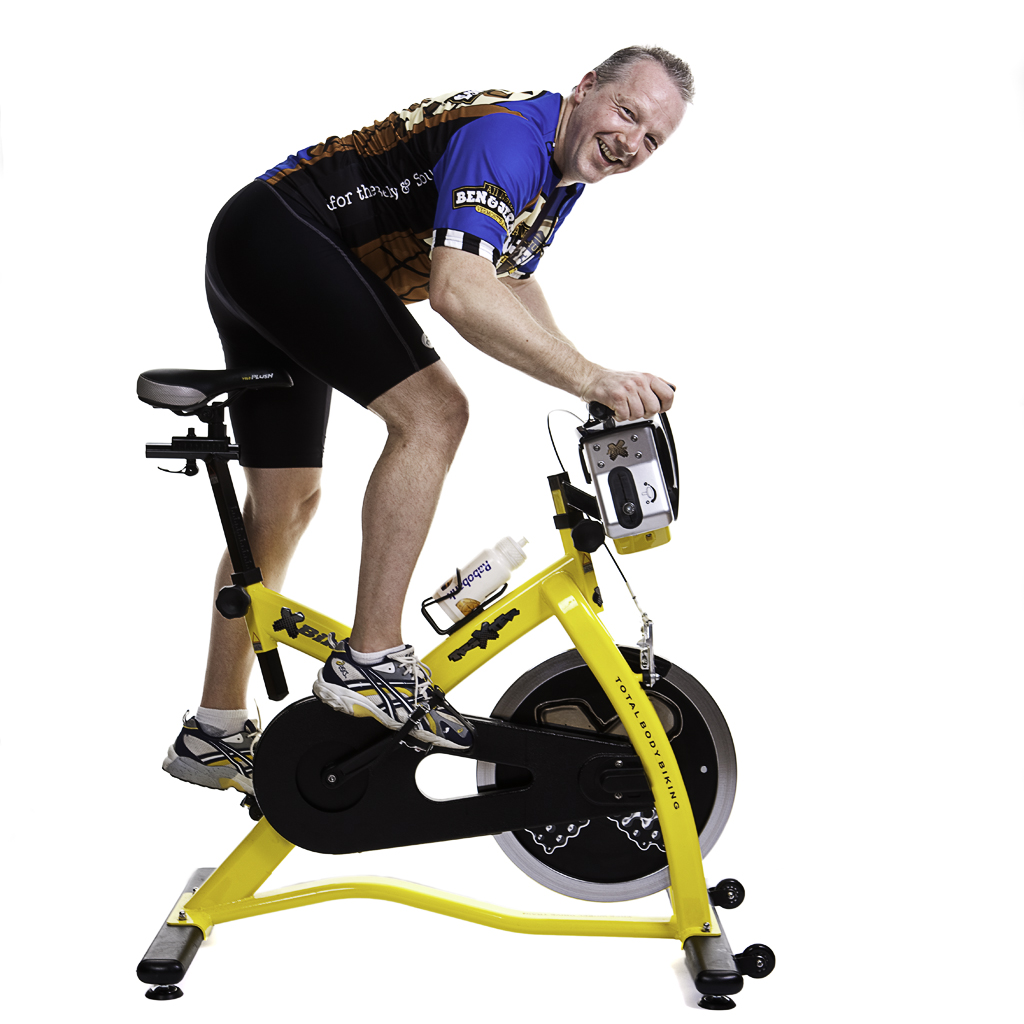
Spinning

El ciclo indoor o spinning es un ejercicio aeróbico, que se ha convertido en una de las actividades físicas más demandadas en los gimnasios. Según los últimos estudios publicados, recomiendan este ejercicio físico a deportistas de alto rendimiento, debido a las altas intensidades con las que se trabaja en este ejercicio físico, y que pueden resultar nocivas para aquellos sujetos poco entrenados o con una condición física baja.
Se trata de un ejercicio físico colectivo, el cual se realiza sobre una bicicleta estática al ritmo de la música, en la que se efectúa un trabajo cardiovascular de alta intensidad con intervención muy elevada de los grandes grupos musculares del tren inferior.

## Qué es el ciclo indoor
Es una actividad física, en la mayoría de los casos colectiva, la cual se realiza sobre una bicicleta estática al ritmo de la música. Este ejercicio físico presenta un importante trabajo cardiovascular, donde se trabaja mayoritariamente los grupos musculares del tren inferior.
Esta actividad física incluye ejercicios específicos, entre los que encontramos cambios de posición sobre la bicicleta, alternancia de ritmos, etc. Es un ejercicio con carácter aeróbico, aunque en ocasiones debido a la intensidad se combina con el ejercicio anaeróbico, el cual se caracteriza por el alto gasto calórico, debido al trabajo de los grandes grupos musculares, sobre todo del tren inferior.

## Historia
El ciclo Indoor es una disciplina fitness que surge en Estados Unidos en el año 1987 a manos de Johnatan Golberg.
Johnatan Golberg, era un ciclista californiano retirado y se encontraba preparando una carrera ciclista de ultra-resistencia la cual consistía en cruzar Estados Unidos de costa a costa. Para hacer más amenos sus entrenamientos en rodillo, decidió realizar unos cambios en su bicicleta para que su entrenamiento fuera más cómodo. Esos cambios consistían en crear una bicicleta estática, con unas características similares a una bicicleta convencional, aunque su característica principal era su piñón fijo y la rueda de inercia, para facilitar el pedaleo prolongado. A esta nueva modalidad decidió llamarla "spinner". Puntualmente decidió entrenar con más compañeros ciclistas en su garaje, y para hacer más amenos esos entrenamientos decidió introducir música, para motivar a los ciclistas y hacer más placentera la ejercitación.
En 1995, Johnatan Golberg se asoció con SCHWINN, para fabricar las bicicletas "spinner", pero no solo comienza a fabricar en masa, sino que también patenta sus entrenamientos bajo el nombre de "spinning". Poco a poco sus clases fueron convirtiéndose en populares y llegaron a oídos de los directores de los gimnasios más importantes.
Al cabo de los años los gimnasios, primero el de San Diego y posteriormente el de Los Ángeles y San Francisco, descubrieron esta nueva práctica, la cual tuvo un éxito rotundo desde el primer momento de su llegada. Posteriormente pasó a extenderse por todo el país, y gracias a las ferias y las convenciones, el spinning consiguió implantarse en todo el mundo.

## Características

### Componentes de la bicicleta

#### Sillín
El sillín de las bicicletas de ciclo indoor deben ser cómodos para facilitar al usuario el entrenamiento y otorgarle comodidad. Esto puede ser un problema en los principiantes, debido a que puede ocasionar molestias, en esos casos se recomienda el uso de fundas de gel.

#### Manillar
A diferencia de las otras bicicletas, el manillar en las bicicletas de Ciclo indoor tiene un papel clave, ya que ayuda a tomar una posición correcta en la subida del ejercicio, ayudando al usuario a mantener la estabilidad.
Además, el manillar tiene la posibilidad de adoptar distintos agarres:
- Agarre básico de manos: en este agarre las manos se colocan en el centro del manillar, sin apoyar el peso sobre ellas, para evitar lesiones como la tendinitis, flexionando ligeramente los codos. Es una técnica que se utiliza para trabajar el pedaleo.
- Agarre de gancho: en este agarre las manos se colocan en los cuernos del manillar. Los codos deben ir ligeramente flexionados. Es un agarre apto para realizar ejercicios de pie, ya que ayudan a mantener la estabilidad durante el pedaleo.[7]

#### Pedales
Es una de las partes más importantes de la bicicleta. Suelen ser pedales convencionales con rastral, aunque también están los pedales automáticos, para los cuales es necesario el uso de unas zapatillas con calas, para permitir el anclaje al pedal.
El pedal automático es más seguro que el convencional, además, evita molestias, como dolores de pies y rodillas
Los pedales más comunes en este tipo de bicicletas, son los pedales mixtos, los cuales combinan ambas opciones, la opción del rastral y los pedales automáticos.

### Otros aspectos a tener en cuenta

#### La rueda de inercia
La rueda de inercia o volante de inercia, es el encargado de aglutinar la energía cinética,una energía que transmitimos desde las piernas con el uso de los pedales y la transmisión, Esta rueda suele ser de aluminio y su peso fluctúa entre los 13 y 30 Kg. Su posición puede variar, puede estar en la parte delantera o trasera de la bicicleta, aunque lo habitual es encontrarla en la parte delantera.
Un aspecto a tener en cuenta es que la rueda de inercia debe ser superior a 18 kilogramos, sobre todo si su uso es cotidiano. Por otra parte, una rueda de inercia pesada hace que la bicicleta tenga mayor estabilidad y que el pedaleo sea suave.

#### La transmisión.
La transmisión es la parte que une los pedales con la rueda de inercia, y la encargada de transmitir el esfuerzo que realiza el cuerpo a la bicicleta. Encontramos dos tipos de transmisión:
- Transmisión de cadena: es más segura que la transmisión de correa, aunque su mantenimiento es superior, aparte es más ruidosa. Se trata de una cadena metálica encajada a un disco de piñones.
- Transmisión de correa: es una de las mejores opciones, su mantenimiento es apenas inexistente, y genera menos ruido que la transmisión de cadena

#### Resistencia.
Dos tipos de resistencia:
- Resistencia magnética: es una resistencia duradera, sigilosa y garantiza un frenado progresivo.
- Resistencia de fricción: esta resistencia se lleva a cabo por el uso de una o dos zapatas. En caso de ser de una zapata, el freno se sitúa sobre la rueda de inercia, si es de dos zapatas, ambas se colocan a los laterales de la rueda de inercia. El uso de estas zapatas requiere de un mantenimiento.[9]

### La pedalada
La pedalada desempeña un papel fundamental en el ciclo indoor. Encontramos cuatro fases en el ciclo de la pedalada:
- Impulsión: se trata de los primeros grados del recorrido del pedal.
- Presión: instante en el que el pedal toma una dirección descendente. Es en este punto donde se implican los extensores de cadera, rodilla y flexores plantares de tobillo.
- Repulsión: momento en el que el pedal inicia el arco inferior del ciclo.
- Elevación: instante en el que el pedal toma una dirección ascendente hasta completar el giro de 360º. Los músculos que intervienen en este momento son los flexores de rodilla y cadera y los flexores dorsales del tobillo[8]

## Impacto articular del ciclo indoor
El ciclo indoor tiene como puntos clave de contacto: dos anteriores, como son la mano-muñeca, uno central, la zona perineal, y dos inferiores, como son el pie y el metatarso. Como consecuencia de la práctica abusiva de este ejercicio físico  surgen una serie de lesiones comunes como son lesiones en la rodilla, lumbalgias, cervicalgias y dorsalgias, además problemas en las extremidades,  también favorece a sufrir una tendinitis, además de problemas en la zona genital (debido al roce con el sillín).

### Problemas de articulación en la rodilla

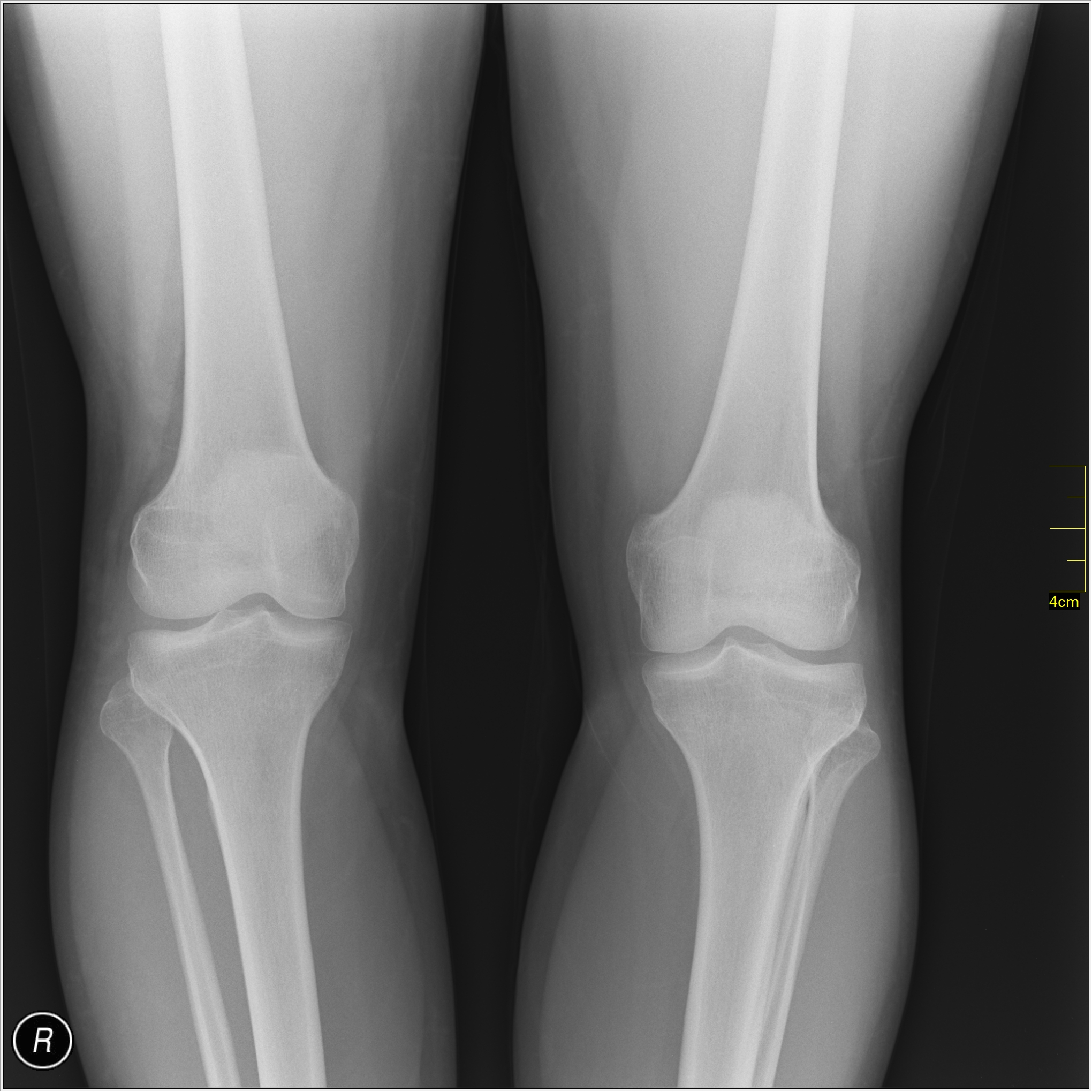
El ciclo indoor ocasiona lesiones en las rodillas principalmente, debido al pedaleo agresivo que se ejerce sobre la bicicleta.

La rodilla es la articulación encargada de desarrollar la mayor parte del trabajo en la pedalada. Las cargas a las que se somete esta articulación puede llevar al desgaste precoz y a la degeneración de esta.
Al igual ocurre con los tendones, los cuales son estructuras con insuficiente aporte sanguíneo, por lo que están en inferioridad de condiciones con respecto a los músculos, ya sea para soportar las cargas, o realizar el ejercicio. Por ello, cuando se someten a altas fuerzas, sobre todo en los tendones cuadricipital y rotuliano, aparece la tendinitis y entesitis, e incluso se pueden ocasionar roturas del tendón del cuádriceps.

### Lumbalgias y problemas lumbares
Para evitar este problema, debemos hacer un análisis técnico. En este análisis incluimos las posiciones corporales, para evitar el problema, además del correcto posicionamiento del manillar, sillín, etc.
En caso de que el sillín no esté correctamente ajustado, puede ocasionar una lumbalgia de esfuerzo, ya que la extremidad inferior, obliga a la pelvis a salirse del sillín, ocasionando hipercifosis dorsal, y una posible lumbalgia. También, se puede ocasionar un desequilibrio de la pelvis en la pedalada, ocasionando una hiperextensión de la musculatura lumbar, pudiendo ocasionar disimetrías en las extremidades inferiores.

### Problemas cervicales y dorsales
Destaca la hipertensión cervical, ocasionando entumecimiento, hipertonicidad e incluso acortamiento de la musculatura cervical, al igual que sobrecarga cervical e incluso puede ocasionar anquilosis funcional de las vértebras cervicales, las cuales, en ocasiones pueden llegar a bloquearse, además de otros daños como pinzamiento de las vértebras, daños vertebrales, desgarros en cartílagos articulares, etc.…
Estas molestias podemos relacionarlas con la posición que se adopta en la bicicleta, al igual que la posición del manillar y del sillín. Es importante realizar una inspección previa a la bicicleta, para intentar evitar este tipo de lesiones.

### Problemas en extremidades: las manos
Es un problema poco común en el ciclo indoor, pero en ocasiones sí que han aparecido problemas como inflamación de un ligamento del canal o túnel carpiano, esto se debe a la incorrecta posición de las manos sobre el manillar, además de la disposición incorrecta del peso en la bicicleta.

### Tendinitis

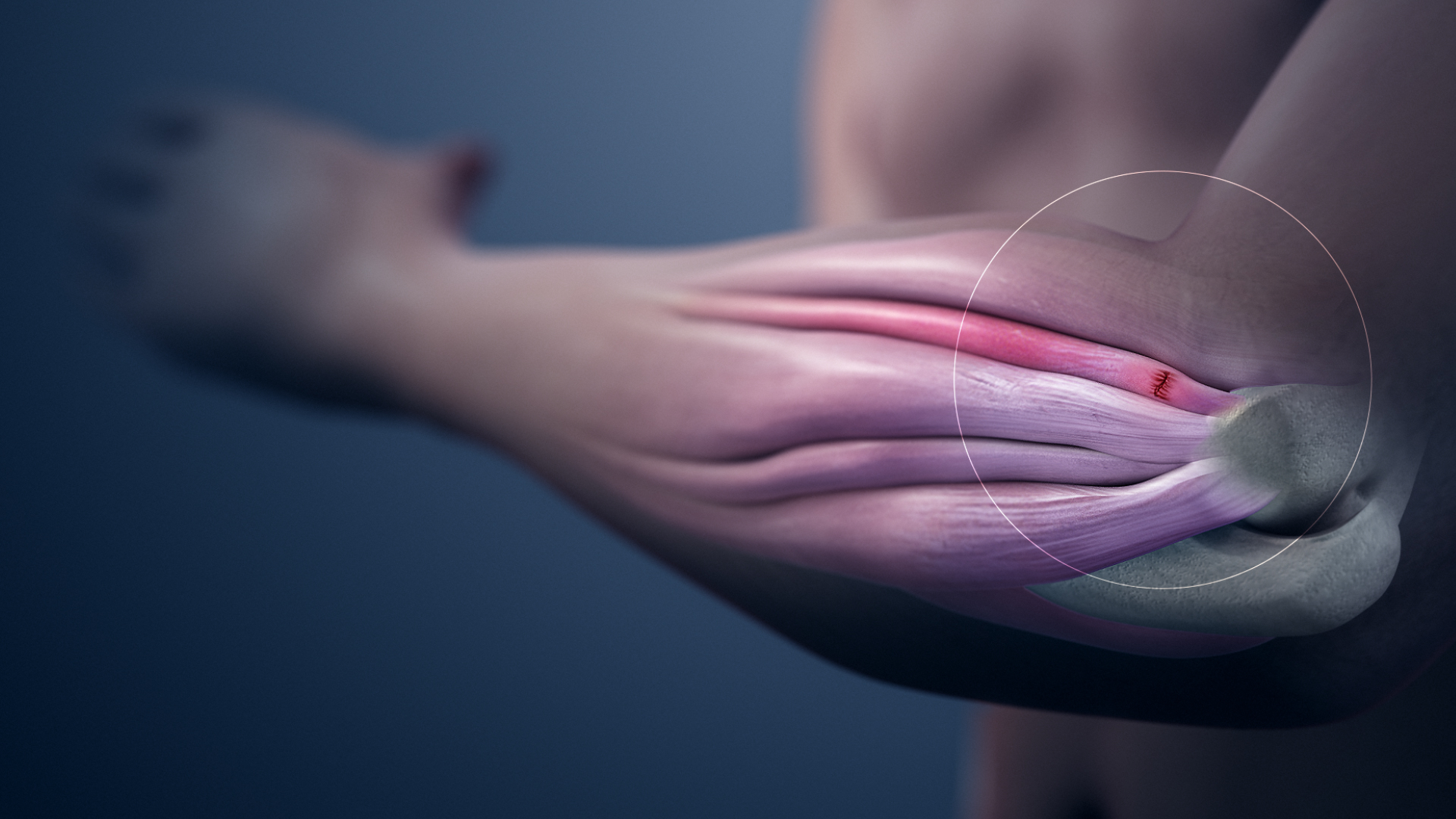
Epicondilitis, el tendón del antebrazo se inflama ocasionando molestia al estirar y doblar el brazo. Este tipo de tendinitis aparece tras ejercer una presión inadecuada sobre el manillar, en caso del ciclo indoor.

Suelen ser poco comunes, pero se deben a factores posturales y técnicos, como la colocación incorrecta del sillín. Encontramos varios tipos de tendinitis:
- Tendinitis rotuliana: se presenta como un dolor en la zona de la rótula y la parte-superior anterior de la tibia, además esta lesión se caracteriza por la dificultad a la hora de movilizar la rodilla, también presenta pérdida de fuerza en la rodilla y molestias tras periodos prolongados sentados o en el intento de agacharse[12]
- Tendinitis de Aquiles: es una inflamación del tendón de Aquiles ocasionada por una sobrecarga. Esta tendinitis aparece tras una sesión larga de entrenamiento.[13]
- Codo de tenista o epicondilitis lateral: es una enfermedad del codo provocada sobre todo por deportes de raqueta, aunque otros deportes también interfieren en el desarrollo de esta enfermedad. Se trata de una inflamación de los tendones que conectan los músculos del antebrazo con la parte exterior del codo.[14]

### Neuropatía cubital
También conocida como parálisis del manillar, es originada por la inflamación del nervio cubital de la mano o el codo. Esto suele ocurrir cuando se sostiene el manillar durante un periodo largo de tiempo o por la presión que ejercen las manos sobre el manillar en la práctica del ejercicio.
Suele ser temporal, pero entre las molestias encontramos hormigueo o entumecimiento del dedo índice o el dedo anular. Para evitar estas molestias es necesario que se ejerza una presión correcta sobre el manillar, además de tener una buena posición del cuerpo durante la sesión.

## Beneficios

### Beneficios musculares
Fortalece los músculos que intervienen en la práctica del ejercicio, sobre todo los del tren inferior, debido a que es el grupo muscular que más interviene en el ejercicio. Algunos de los músculos que se trabajan:
- Cuádriceps: es el músculo que extiende la rodilla, es el principal músculo que interviene en la pedalada. Una mala posición o el exceso de ejercicio puede provocar inflamación o tendinitis.
- Glúteo mayor: es un músculo que permite la extensión de la cadera, la cual se suma a las rodillas.
- Isquiotibiales: se sitúan en la parte posterior del muslo, es imprescindible estirarlos antes y después del entrenamiento.
- Tríceps sural: es el músculo que da forma a la pantorrilla, es el músculo que nos permite ponernos de puntillas, al igual que impulsarnos para andar o correr. Consta de dos partes, los gemelos y el sóleo.[16]

### Beneficios para el corazón
El spinning es un ejercicio físico prácticamente aeróbico, el trabajo aeróbico moderado y continuado es el más aconsejado para el músculo más importante de nuestro organismo, el corazón.
El corazón con el ejercicio aeróbico se agranda, se fortalece y pierde parte de la grasa que lo cubre. Por lo que cada latido se hace más potente y puede trasladar más sangre al resto del organismo. Como resultado se produce una bajada de la frecuencia cardiaca en reposo, lo que mejora la economía y la eficacia de nuestro corazón.
Por la misma razón aumenta el calibre de las arterias coronarias, causantes de muchos de los problemas del sistema cardiovascular. Ayudando así al corazón a ser más eficaz en el transporte y retorno de la sangre y se reduce la tensión arterial, por lo que todo el organismo sale beneficiado.

### Beneficios contra el estrés
Debido a la liberación de endorfinas, mejorando el estado de ánimo y combatiendo el estrés y la depresión. Además, aumenta la secreción de glucocorticoides, mejoran la tolerancia al estrés físico y psíquico.

### Mejora la capacidad aeróbica
La práctica del ciclo indoor ayuda a la mejoría de la capacidad aeróbica, ya sea como una práctica individual o como una práctica combina con ejercicios de fuerza. No solo mejora la capacidad aeróbica, sino que también se puede llegar a mejorar la capacidad anaeróbica.

### Mejora la presión diastólica y sistólica
Si este ejercicio se realiza junto con una alimentación correcta, se puede llegar a mejorar la presión diastólica y sistólica. Además, puede aumentar el HDL, reduce los triglicéridos, el LCD y el colesterol.

### Beneficios contra el envejecimiento
Ciertos autores afirman que una persona de 65 años que haga ejercicio a diario tiene una mayor capacidad física y vital que una persona de 45 años que no realiza ninguna actividad física. Estamos hablando de retrasar las variables del envejecimiento casi 20 años. Este ejercicio hace que las células de nuestro cuerpo se mantengan en constante funcionamiento, además de favorecer al intercambio de líquidos, haciendo que la piel se vea tersa, hidratada y elástica.  También, contribuye a la oxigenación y renovación de los músculos durante la práctica deportiva, haciendo que nuestras articulaciones, tengan una lubricación continua.

## Virtual
El Ciclo Indoor virtual es una actividad aeróbica que consiste en trabajar fuerza, resistencia y velocidad a ritmos específicos de música, articulado sobre una bicicleta fija, siguiendo las indicaciones de una clase virtual proyectada a los asistentes.

## Normas de seguridad
Debemos tener en cuenta una serie de precauciones:
1. Mantenimiento de la bicicleta: es muy importante la revisión previa de la bicicleta
2. Vigilar la tensión de las correíllas de los pedales: la correcta sujeción del pie es primordial en la realización del ejercicio, para evitar lesiones.
3. Ajustar correctamente la bicicleta al sujeto: es muy importante colocar el sillín a la altura de la cadera, ajustar la distancia entre sillín y manillar, etc.
4. Intentar mantener siempre las mismas medidas de la bicicleta.
5. Es aconsejable el uso de una indumentaria adecuada: una vestimenta que facilite la realización del ejercicio y que no dificulte su práctica
6. Es recomendable el uso de toalla durante la clase: para evitar que el sudor nos ocasione molestias durante la sesión.
7. Imprescindible la hidratación en la clase: tanto antes de la sesión como después. Es importante mantener la hidratación debido a la generación de sudor durante la clase, la cual, en algunos casos puede provocar deshidratación, provocando la reducción del rendimiento.[24]
8. Se recomienda una ingesta abundante en hidratos de carbono: para la formación de glucógeno muscular y hepático, además de mantener la glucosa en sangre. En caso de que el glucógeno sea bajo, aparecerá la sensación de fatiga, lo que provocará una disminución de nuestro rendimiento físico.[25]
9. Controlar la frecuencia cardiaca.